# Metrichia anisoscola
Metrichia anisoscola är en nattsländeart som först beskrevs av Oliver S. Flint Jr. 1991.  Metrichia anisoscola ingår i släktet Metrichia och familjen smånattsländor. Inga underarter finns listade i Catalogue of Life.